# Décès en décembre 1955
Décès
- 1951
- 1952
- 1953
- 1954
- 1955
- 1956
- 1957
- 1958
- 1959

Pour une information complémentaire, voir la page d'aide.

| Date        | Nom                 | Activités                               | Âge   | Source |
| ----------- | ------------------- | --------------------------------------- | ----- | ------ |
| 5 décembre  | Glenn Luther Martin | Homme d'affaires et pilote américain.   | 69    | (en)   |
| 19 décembre | Raja Abu Amacha     | Militante palestinienne.                | 17/18 |        |
| 21 décembre | Garéguine Njdeh     | Philosophe et homme politique arménien. | 69    |        |